# Ausbildungsrahmenplan
Der Ausbildungsrahmenplan ist in Deutschland generell Bestandteil einer Ausbildungsordnung, mit der nach dem Berufsbildungsgesetz (BBiG) ein anerkannter Ausbildungsberuf rechtsverbindlich eingeführt wird.
Das § 5 BBiG definiert was in der Ausbildungsordnung festzulegen ist. In diesem Paragrafen wird u. a. das Ausbildungsberufsbild als „die beruflichen Fertigkeiten, Kenntnisse und Fähigkeiten, die mindestens Gegenstand der Berufsausbildung sind“ beschrieben und der Ausbildungsrahmenplan als „eine Anleitung zur sachlichen und zeitlichen Gliederung der Vermittlung der beruflichen Fertigkeiten, Kenntnisse und Fähigkeiten“ definiert.
Der Ausbildungsrahmenplan bildet die Grundlage für die für jeden Ausbildungsvertrag vorgeschriebene individuelle „sachliche und zeitliche Gliederung“ der zu vermittelnden Fertigkeiten und Kenntnisse für das Ziel der Berufsausbildung (betrieblicher Ausbildungsplan).